# كاميل سوليفان
كاميل سوليفان (بالإنجليزية: Camille Sullivan)‏ وهي ممثلة كندية ولدت في يوم 6 يوليو 1975 في مدينة تورنتو، أونتاريو في كندا مثلت في عدة أفلام ومسلسلات ومسرحيات منها فلم نورمال.